# 宽额大额蟹
宽额大额蟹（学名：Metopograpsus frontalis）为方蟹科大额蟹属的动物。分布于澳大利亚、印度尼西亚、新加坡、马来亚、斯里兰卡以及中国大陆的海南岛等地，生活环境为海水，常生活于潮间带的岩石缝中或碎石下。